# وردوان
وردوان روستایی از توابع بخش علامرودشت شهرستان لامرد در استان فارس ایران با زمین‌های حاصلخیز کشاورزی فراوان است. در کنار این روستا رودخانه فصلی علامرودشت در جریان است. نخلستان وردوان در شمال این روستا و در دامنه کوه هوا واقع شده‌است.
از مهمترین جاذبه‌های گردشگری این روستا میتوان به موارد زیر اشاره نمود.
نخلستان وردوان
قنات آب گرم
آسیاب آبی وردوان
بقعه شاه رجب
برم اشتری

## جمعیت
این روستا در دهستان کهنویه قرار دارد و براساس سرشماری مرکز آمار ایران در سال ۱۳۹۰، جمعیت آن ۱۵۵ نفر (۴۶ خانوار) بوده‌است.

## نگارخانه

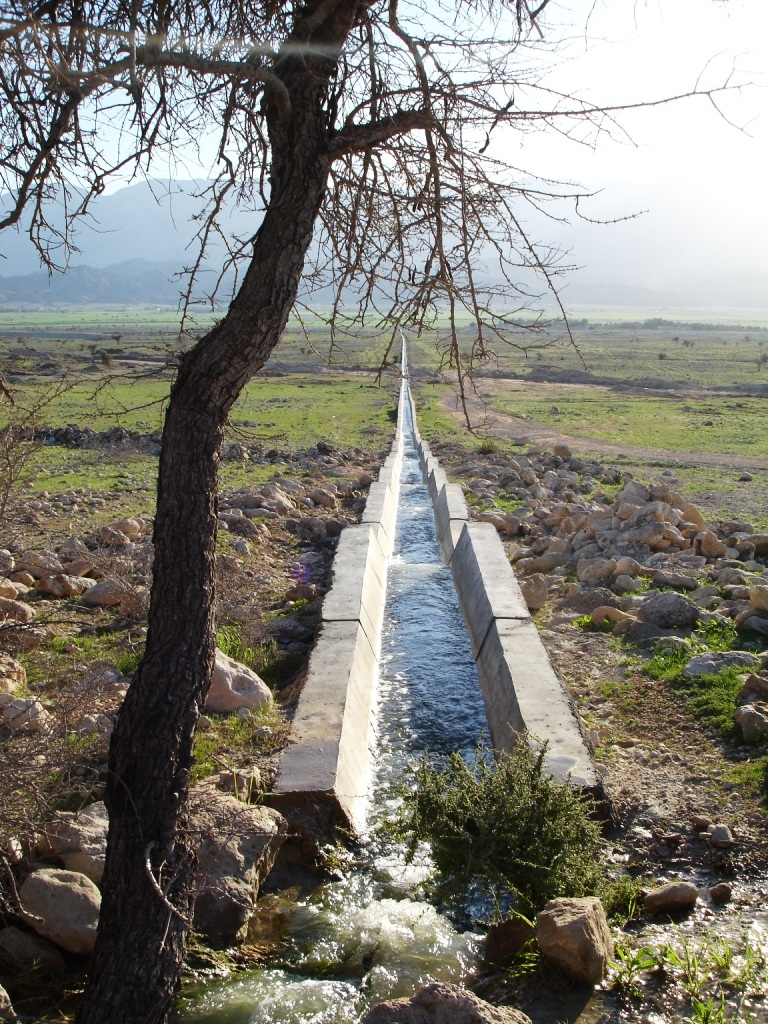
قنات
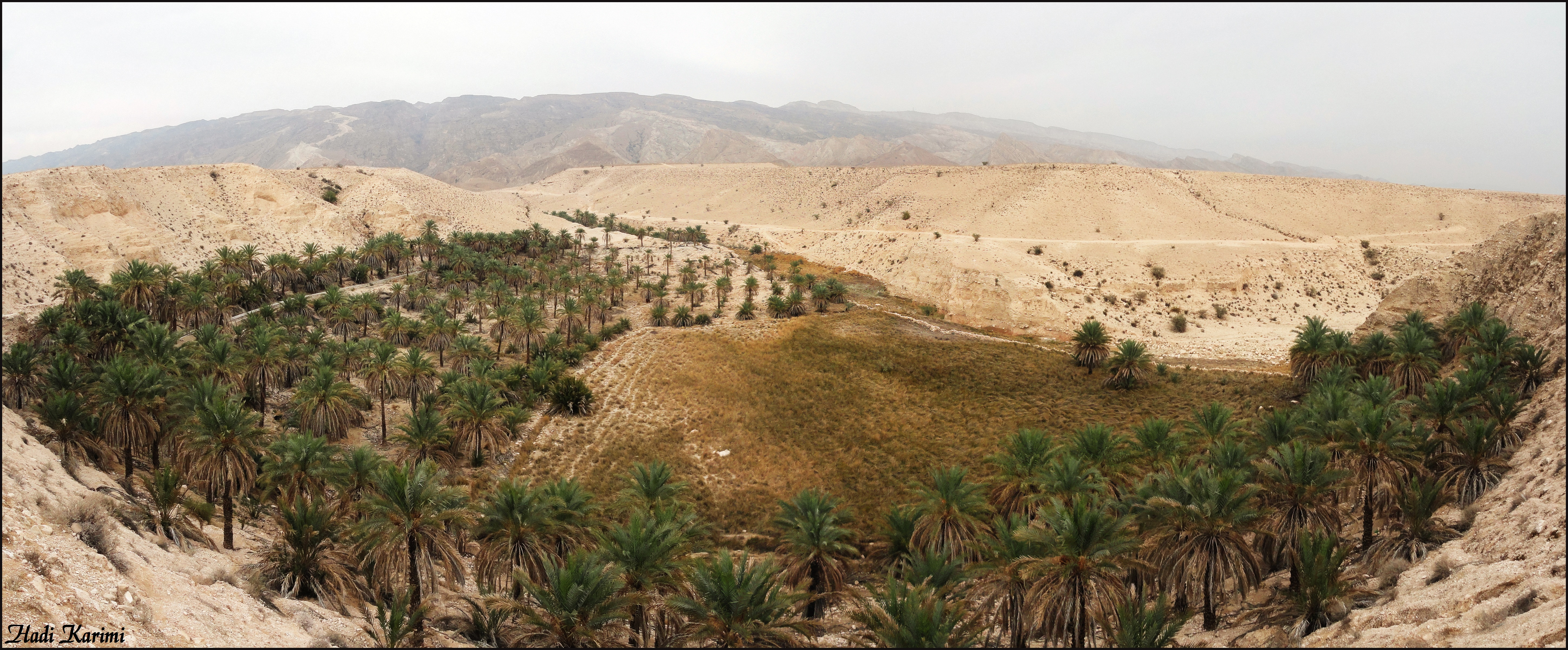
نخلستان وردوان ۲۷°۴۵′۲۷٫۱″ شمالی ۵۲°۵۳′۹٫۱″ شرقی / ۲۷٫۷۵۷۵۲۸°شمالی ۵۲٫۸۸۵۸۶۱°شرقی
جوانان وردوانجوانان وردوان